# Sankt Botvids katolska församling
Sankt Botvids katolska församling är en romersk-katolsk församling i Fittja i Norra Botkyrka, Stockholm. Församlingen tillhör Stockholms katolska stift. 
Från 1987 firades katolsk mässa i olika lokaler i Norra Botkyrka. Under tiden fram till 1999 gjordes försök att finna en permanent kyrkolokal. Den 20 november 1999 invigde biskop Anders Arborelius den nybyggda kyrkan, en rödmålad träkyrka med vita knutar och med en bronsstaty av Sankt Botvid framför ingången. Kyrkan fick namnet Sankt Botvids katolska kyrka. För verksamheten ansvarade inledningsvis Sankt Ansgars katolska församling i Södertälje. 
Den 1 januari 2012 bildades Sankt Botvids katolska församling som en självständig församling i Stockholms katolska stift.
Församlingen, med ca 4 400 medlemmar, omfattar förutom Norra Botkyrka samt Tumba och Tullinge även närliggande områden i Huddinge och Stockholms kommuner.
Församlingen drivs av präster som tillhör ordensgemenskapen Don Boscos salesianer. Kyrkoherde 2013 är Zdzisław Lepper.